# Пролетарка (Уланський район)
Пролета́рка (каз. Пролетарка) — село у складі Уланського району Східноказахстанської області Казахстану. Входить до складу Тавричеського сільського округу.
Населення — 488 осіб (2021; 492 у 2009, 533 у 1999, 657 у 1989).
Національний склад станом на 1989 рік:
- казахи — 43 %
- росіяни — 39 %